# Orehovica (Bedekovčina)
Orehovica je naselje u Republici Hrvatskoj, u sastavu Općine Bedekovčina, Krapinsko-zagorska županija. 

## Spomenici i znamenitosti
- Župna crkva sv. Leopolda Mandića u Orehovici
- Župni dvor u Orehovici
- Zgrada pučke škole

## Poznate osobe
Janko Peric,(1949.) kanadski liberal

## Stanovništvo
Prema popisu stanovništva iz 2001. godine, naselje je imalo 326 stanovnika te 100 obiteljskih kućanstava.
| broj stanovnika | 415   | 493   | 508   | 560   | 659   | 653   | 627   | 724   | 771   | 717   | 666   | 542   | 442   | 386   | 326   | 237   | 226   |
|                 | 1857. | 1869. | 1880. | 1890. | 1900. | 1910. | 1921. | 1931. | 1948. | 1953. | 1961. | 1971. | 1981. | 1991. | 2001. | 2011. | 2021. |